# مؤسسه تحقیقات و طراحی هواپیما چنگدو
مؤسسه تحقیقات و طراحی هواپیما چنگدو (چینی: 成都飞机设计研究所; پین‌یین: Chéngdū fēijī shèjì yánjiūsuǒ) مؤسسه فناوری هوافضا و صنایع دفاعی چینی است، که در سال ۱۹۷۰ توسط گروه صنعت هوانوردی چنگدو تأسیس شد.